# Statuty Kazimierza Wielkiego

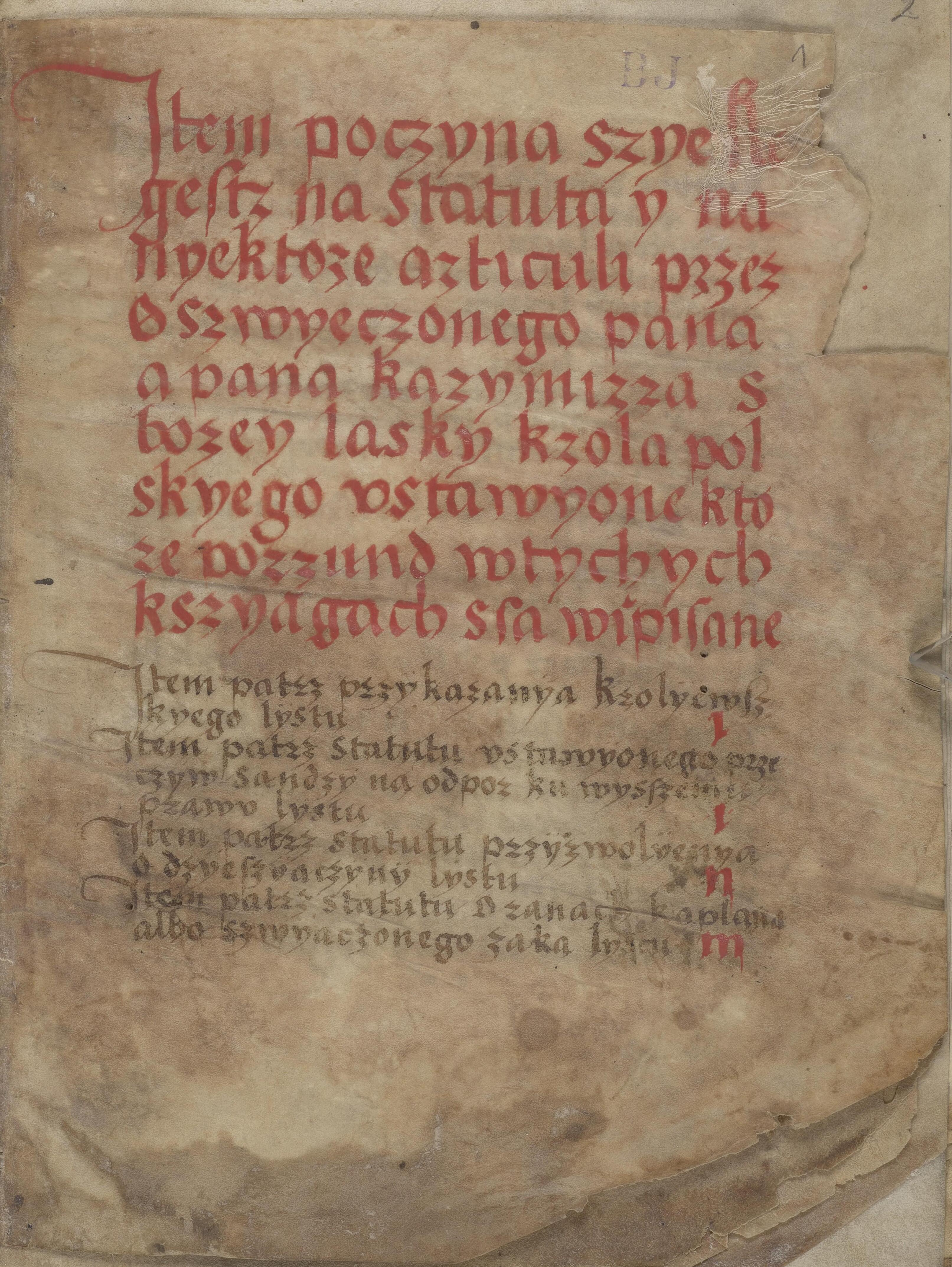
Tłumaczenie statutów na język polski z początku XVI w.

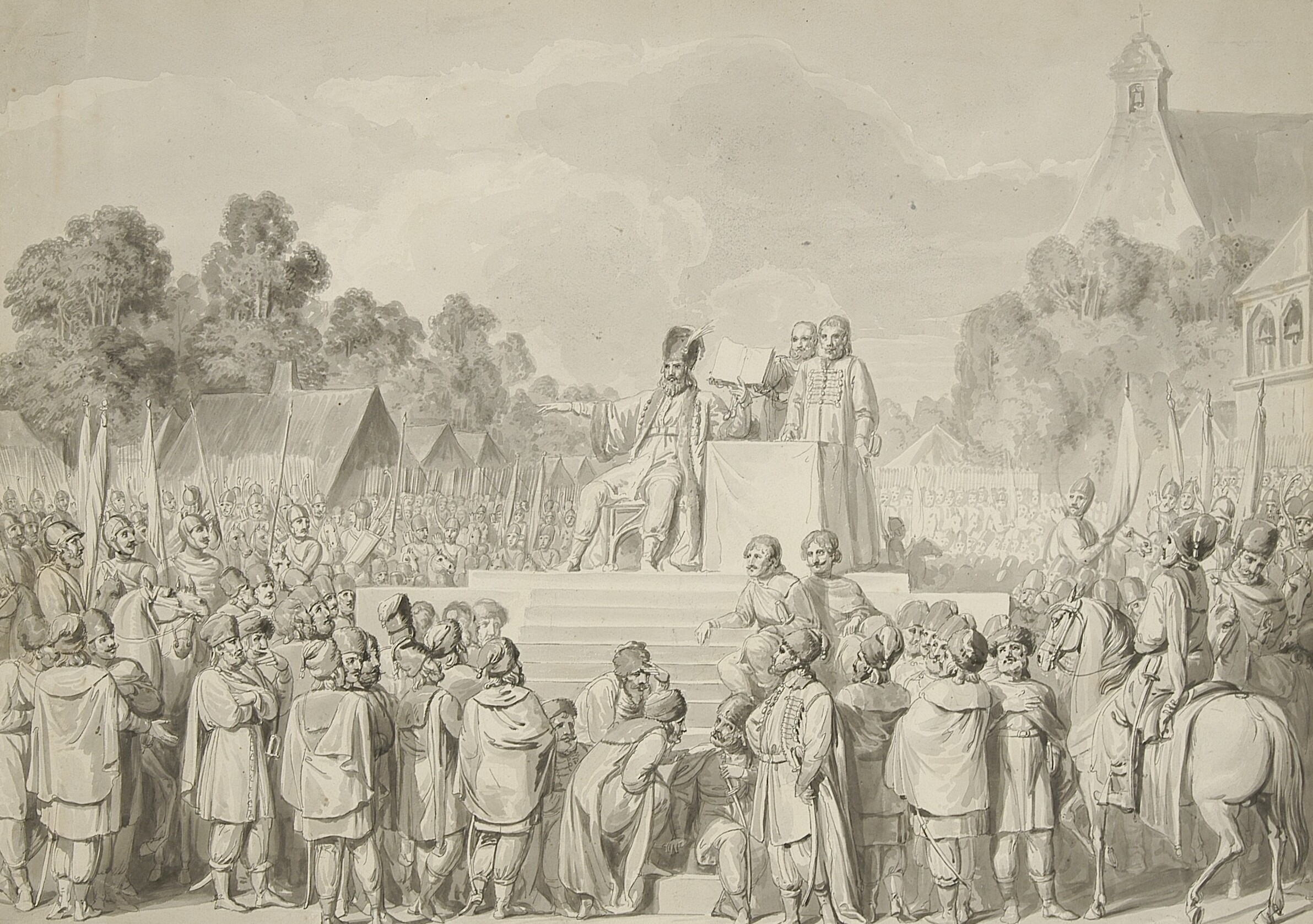
Kazimierz Wielki, sejm w Wiślicy, grafika Franciszka Smuglewicza

Statuty Kazimierza Wielkiego, statuty wiślicko-piotrkowskie – zbiory praw wydane przez Kazimierza III Wielkiego, króla Polski. Jedne z pierwszych na ziemiach polskich pisanych regulacji z intencji prawotwórczych, które weszły w życie w połowie XIV wieku.

## Geneza

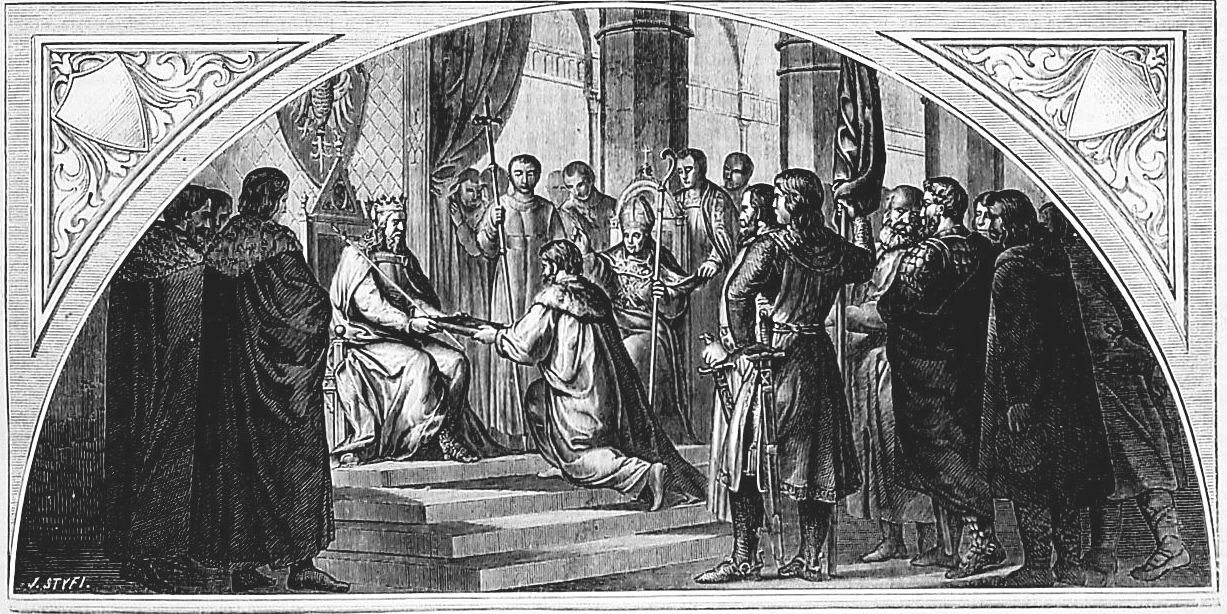
Karol Marconi, Nadanie statutu wiślickiego przez Kazimierza Wielkiego

Dążąc do unifikacji kraju Kazimierz Wielki ujednolicał prawo. Jednakże z powodu oporu ludności i poważnych różnic regionalnych początkowo nie udało się wprowadzić jednolitego prawa na całym terytorium Polski, w związku z tym poprzestano na osobnej regulacji prawa w dwóch dzielnicach: Wielkopolsce i Małopolsce. Dla Małopolski opracowano statut wiślicki, nadany w Wiślicy, zaś dla Wielkopolski statut piotrkowski, wydany w Piotrkowie Trybunalskim – dlatego zwane są też statutami wiślicko-piotrkowskimi. Spisane zostały po łacinie, bez zachowania wyraźnego podziału merytorycznego. Normy prawne oparte były na polskim prawie zwyczajowym.
Były to jedne z pierwszych w Polsce regulacji prawotwórczych – do czasów Kazimierza Wielkiego władcy polscy ograniczali się do potwierdzania istniejącego prawa zwyczajowego. Były rezultatem woli ustawodawcy dążącego do reformy prawa. Zawierały liczne normy modyfikujące dotychczasowe normy prawne. Na ich podstawie prawo obowiązujące w Królestwie Polskim było stopniowo rozszerzane poprzez dodawanie precedensów sądowych, szczegółowych postanowień króla oraz przykładów postępowania sądowego, w tzw. prejudykatach. Tekst Statutów piotrkowskich uznaje się za bardziej pierwotny i tradycyjny, a tekst Statutów wiślickich za bardziej nowoczesny i postępowy. Dopiero w XV wieku oba statuty scalono i ogłoszono drukiem jako tzw. dygesta. Było to tzw. prawo ziemskie stosowane w stosunku do stanu szlacheckiego. Statut wiślicki uważany jest za najstarszy polski dokument dotyczący ochrony przyrody, ponieważ wprowadzał kary za wyrąb dębów i innych drzew w cudzych lasach.

### Statut wielkopolski
Został wydany w obecności arcybiskupa gnieźnieńskiego, prałatów, możnowładców i szlachty na wiecu ustawodawczym w Piotrkowie w latach 1356–1362. Liczył 34 artykuły. Opierał się głównie na dotychczasowym wielkopolskim prawie zwyczajowym.

### Statut małopolski
Został wydany na wiecu ustawodawczym w Wiślicy, później niż statut wielkopolski, najpóźniej w 1362 roku. Liczył około 59 artykułów. Była to właściwie ustawa zmieniająca prawo zwyczajowe.

## Treść i redakcja statutów
Pierwotna wersja statutów zaginęła. Żadna ze znanych wersji nie posiada waloru zbioru obowiązującego.
Statuty nie były kodyfikacją uniwersalną, nie regulowały wszystkich zagadnień. Najwięcej przepisów dotyczyło prawa karnego (ok. 2/3 zawartości statutów), w dziedzinie prawa cywilnego statuty dotyczyły tylko wybranych kwestii. W obu statutach znajdowały się również artykuły odnoszące się do ustroju państwa i społeczeństwa oraz prawa sądowego. W treści statutów nie było wyodrębnionego podziału na dziedziny prawa. W redakcji poszczególnych artykułów Kazimierz Wielki zastosował:
- argumenta a regula (odwołanie się do normy powszechnie akceptowanej jako obowiązująca),
- argumenta a loci communis (twierdzenia uznawane powszechnie za prawdziwe),
- argumentum a causis (przedstawienie celu danej regulacji),
- argumentum et antecendentibus (przywołanie doświadczenia).

Wszystkie te zabiegi były stosowane dla wzmocnienia siły perswazji statutów. Figury retoryczne stosowane w tekście miały ułatwić akceptację nowego prawa oraz przekonać ludność do jego stosowania w miejsce dotychczas obowiązującego prawa zwyczajowego.

## Regulacje szczegółowe

### Ustrój społeczny
Regulowały stanowy ustrój społeczeństwa.
- Statut małopolski przyznawał prawo wychodu poddanych ze wsi, bez zgody pana, jedynie dwóm, trzem chłopom rocznie. Istniały od tego trzy wyjątki:
  - pan był winien gwałtu na żonie lub córce chłopa (regulacja związana prawem karnym),
  - w wypadku wyklęcia przez kościół pana, gdy chłopi mieli pozostawać bez posług religijnych (regulacja związana z prawem kościelnym),
  - gdy na dobrach chłopów dokonywano egzekucji za długi pana (regulacja związana z ogólną polityką Kazimierza Wielkiego dążącego do umacniania gospodarstw chłopskich).
- Nakazywały duchownemu przekazanie dóbr ziemskich świeckiemu krewnemu, jeżeli nie chciał pełnić z nich służby wojskowej.
- Dążą do ochrony biedniejszych grup społecznych.
- Upowszechniły obowiązek służby wojskowej sołtysów i wójtów.
- Usankcjonowały naganę szlachectwa.

### Prawo prywatne
- Normowały lata sprawne.
- Ustalały dziedziczenie chłopów w linii bocznej.
- Rozbudowały instytucję dawności.
- Przewidywały odpowiedzialność pasterza za szkody wyrządzone przez niedopilnowane bydło (culpa in custodiendo).
- Znały odpowiedzialność za wady.

### Prawo karne
- Formułowały zasadę lex retro non agit (prawo nie działa wstecz).
- Dążyły do indywidualizacji i subiektywizacji odpowiedzialności karnej. Wprowadzały łagodniejszą odpowiedzialność współsprawcy.
- Znosiły odpowiedzialność ojca za czyny syna (ale pozostawiły odpowiedzialność pana za czyny sługi – odpowiedzialność za cudzy czyn).
- Statut małopolski znosił odpowiedzialność za śmierć przygodną.
- Znały instytucję początku.
- Przewidywały surowszą odpowiedzialność sprawcy głównego przy mężobójstwie.
- Często podwyższały karę przy drugiej recydywie.
- Ustalały zabójstwo kobiety nierządnej jako wolne od odpowiedzialności.

### Postępowanie procesowe
- Zezwalały każdej osobie na zastępstwo procesowe.
- Przewidywały ekscepcje dylatoryjne i peremptoryjne (wprowadzały ich podział).
- Przewidywały egzekucje osobistą.
- Określały obligatoryjne zawieszenie procesu przeciw nieletniemu do czasu osiągnięcia przez niego pełnoletniości.
- Określały zakres działalności władz sądowych.
- Zapewniały wyrokom ścisłe wykonanie.
- Określały wysokość kar sądowych.

## Ewolucja
Od końca XIV wieku nastąpił dalszy rozwój statutów. Dołączono do nich (zwłaszcza do statutu małopolskiego):
- ekstrawaganty: ustawy uchwalane przez Kazimierza Wielkiego i jego następców
- prejudykaty: wyciągi ze spraw sądowych z wyrokami (część to przypadki faktyczne pochodzą z rzeczywistej praktyki sądowej, niektóre są wynikiem twórczej działalności notariuszy królewskich) zredagowane w postaci kazusów: opis stanu faktycznego wraz z kwalifikacją prawną i wyrokiem
- petyta: projekty norm prawnych.

Wraz z postępującym ujednolicaniem prawa łączono oba statuty (po rozszerzeniu statuty małopolskie liczyły ok. 100 artykułów, statuty wielkopolskie – ok. 50) w jednej redakcji. Najbardziej rozpowszechnionym jednolitym zestawieniem statutów były tzw. dygesta. Zostały one zredagowane prawdopodobnie w kancelarii Władysława Jagiełły w początkach XV wieku. W ich skład wchodziło 130 artykułów: całe statuty małopolskie i wybór artykułów ze statutów wielkopolskich. Dygesta nie były w pełni zgodne z oryginałem; część przepisów została zmieniona. Usiłowano w ten sposób zunifikować prawo całego państwa. Zestawienie statutów w jednym układzie spowodowało, że Jan Długosz w swej kronice podaje informacje o uchwaleniu przez Kazimierza Wielkiego jednego zbioru praw dla Wielkopolski i Małopolski.
Nastąpiło również tłumaczenie treści statutów z łaciny na język polski. Najstarszym i najdokładniejszym przekładem statutów jest redakcja Świętosława z Wojcieszyna (kronikarz kapituły warszawskiej) pochodząca z połowy XV wieku (stanowi ono pomnik ówczesnej, polskiej terminologii prawniczej), zawarta w Kodeksie Świętosławowym. Następne tłumaczenia statutów zawiera Kodeks Działyńskich I (wpisane około 1460) i Kodeks Dzikowski (zapisane w 1501). W kolejnych tłumaczeniach dokonywano modyfikacji treści artykułów dostosowując je w ten sposób do aktualnych potrzeb. Wraz z rozwojem stosunków polsko–litewskich przetłumaczono statuty na język ruski (1423–1434), co było związane z przenikaniem polskiego prawa na ziemie ruskie. Statuty (w redakcji dygestów) po raz pierwszy zostały ogłoszone drukiem w prywatnym zbiorze ustaw, tzw. Syntagmata z 1488.